# FAM219B
FAM219B (англ. Family with sequence similarity 219 member B) – білок, який кодується однойменним геном, розташованим у людей на 15-й хромосомі. Довжина поліпептидного ланцюга білка становить 198 амінокислот, а молекулярна маса — 21 103.
| 10         |  | 20         |  | 30         |  | 40         |  | 50         |
| ---------- |  | ---------- |  | ---------- |  | ---------- |  | ---------- |
| MATAEPSGRA |  | LRLSTPGPRP |  | SGARDRAPGA |  | AGPPSGQIGN |  | RALRLGERTP |
| AAVEKRGPYM |  | VTRAPSIQAK |  | LQKHRDLAKA |  | VLRRKGMLGA |  | SPNRPDSSGK |
| RSVKFNKGYT |  | ALSQSPDENL |  | VSLDSDSDGE |  | LGSRYSSGYS |  | SAEQVNQDVS |
| RQLLQDGYHL |  | DEIPDDEDLD |  | LIPPKPMASS |  | TCSCCWCCLG |  | DSSSCTLQ   |

A: Аланін

C: Цистеїн

D: Аспарагінова кислота

E: Глутамінова кислота

F: Фенілаланін

G: Гліцин

H: Гістидин

I: Ізолейцин

K: Лізин

L: Лейцин

M: Метіонін

N: Аспарагін

P: Пролін

Q: Глутамін

R: Аргінін

S: Серин

T: Треонін

V: Валін

W: Триптофан

Кодований геном білок за функцією належить до фосфопротеїнів. 
Задіяний у такому біологічному процесі, як альтернативний сплайсинг. 